# Classis Britannica
Classis Britannica ("Frota da Britânia") era a frota provincial da marinha romana na Britânia romana. Seu propósito era guardar e controlar o Canal da Mancha e as águas da Britânia. Ao contrário das modernas "frotas de combate", sua missão era majoritariamente de apoio, cuidando do transporte de material e de pessoas, mantendo as rotas de comércio e comunicação através do canal desimpedidas.
Não existem referências literárias nos historiadores clássicos sobre a Classis Britannica com este nome e as evidências arqueológicas são muitíssimo esparsas, embora tenham sido encontradas algumas telhas estampadas com "CLBR" na costa leste Kent e em Londres, sugerindo edifícios de governo ou algum excesso de material militar utilizado para fins civis. Seja como for, a maior parte dos detalhes sobre sua composição e história são baseados grandemente em interpretações pelos historiadores posteriores.

## História

### Invasão
Uma frota foi construída inicialmente para a invasão da Britânia por Cláudio e sua tarefa era transportar um exército romano de 40 000 pessoas mais seus suprimentos para a Britânia pré-romana. Depois da vitoriosa invasão, ela continuou a apoiar o exército transporte grande quantidade de suprimentos através do Canal da Mancha.

### Conquista
A frota também teve um importante papel na subsequente conquista da Britânia. Porém, Tácito afirma que, estranhamente, por volta de vinte anos depois da invasão, ela não estava presente na travessia do estreito de Menai por Suetônio Paulino, até Anglesey, antes da Revolta de Boadiceia, o que sugere que a frota ainda estava na área do Canal da Mancha e não era capacitada de realizar a longa viagem até a região norte de Gales ou era pequena demais para ser de alguma utilidade na operação.
No período flaviano, a unidade criada inicialmente como uma tropa de apoio à invasão foi formalizada como Classis Britannica e transformou-se numa unidade permanente. Também neste período, sob o governador Agrícola, ela circunavegou a Caledônia (Escócia) e, em 83, atacou sua a costa leste. Um ano depois, a frota parece ter alcançado as ilhas Orkney.
Por causa da ausência de qualquer oposição naval no período inicial do Império no teatro de operações da frota — apesar de capazes de atravessar os canais da região, os britanos não tinham frotas militares — as ações navais de invasão, por exemplo, não tiveram contestação. O principal papel da Classis era o apoio logístico ao exército da Britânia e também aos exércitos em campanha pela Germânia Superior nos anos posteriores.

### Produção de ferro
Telhas estampadas com símbolos da Classis Britannica foram encontrados na região sudeste da Inglaterra em locais geralmente associados com a produção de ferro. O maior deles fica em Beauport Park, perto de Battle, Sussex, onde mais de 1 000 delas foram utilizadas para cobrir uma grande terma adjacente a uma fundição de ferro. Outros locais similares foram encontrados em Bardown, perto de Wadhurst, Sussex, e Little Farningham Farm, perto de Cranbrook, Kent. Três outros locais onde estas telhas foram encontradas  tinham acesso a meios fluviais navegáveis na época romana e dois deles, Bodiam e em Boreham Bridge, perto de Ninfield, ambos Sussex, foram associados à produção de ferro. A implicação é que a Classis Britannica não apenas transportava o ferro, mas estava envolvida em sua produção também.

### Hiato
A frota desapareceu do registro arqueológico por volta de meados do século III, mas sabe-se, por meio de fontes da época, que ela continuou a existir depois desta data.

### Império da Britânia
Em 286, Caráusio, um comandante militar de origem gaulesa, foi nomeado comandante da Classis Britannica e recebeu a missão de eliminar os piratas francos e saxões que estavam atacando as costas da armórica e da Gália Bélgica. Porém, ele foi acusado de manter parte dos tesouros recuperados para si e de permitir que os piratas operassem livremente em troca de subornos, o que levou o augusto ocidental Maximiano a ordenar sua execução.
No final do ano ou início do ano seguinte, Caráusio soube da sentença e declarou-se imperador da Britânia romana e do norte da Gália, criando o Império da Britânia. Quando a Classis Britannica foi atacada por outra formada por germânicos e francos representando o Império Romano, saiu vitoriosa, o que revela que ela deve ter tido um substancial poderio naval na época. Os invasores, segundo Tácito, creditaram a derrota ao mau-tempo.
Em 300, porém, a Britânia já era novamente parte do Império Romano e a Classis Britannica voltou a ser uma frota imperial romana.

### Anos finais
Nos anos finais da Britânia romana, a frota se dedicou exclusivamente a proteger as costas leste e sul das ilhas Britânicas contra a pirataria e, pouco antes da retirada total dos romanos das ilhas, contra raides saxões contra as cidades e vilas costeiras na região que viria a ser conhecida como Costa Saxônica. A frota provavelmente teve algum papel na operação dos Fortes da Costa Saxônica.

## Portos e atracadouros
Acreditava-se originalmente que a base principal da Classis era Rutupiae (moderna Richborough), mas descobertas arqueológicas mais recentes descobriram um dos únicos três fortes sobreviventes ocupados pela infantaria da frota em Dubris (Dover), sugerindo que esta seria uma das grandes bases da frota. É possível que esta tenha sido a base principal, embora um dos outros fortes da frota ainda existentes, em Bononia (Boulogne-sur-Mer), seja muito maior. Portus Adurni (Castelo de Portchester), ao norte de do porto de Portsmouth é o terceiro forte e era, acredita-se, pelo menos uma das grandes bases da frota.